# Susan L. Roth
Susan L. Roth (* 1944 in New York City) ist eine amerikanische Autorin und Illustratorin für Kinderbücher.

## Leben
Susan L. Roth verbrachte ihre Kindheit in Madison, Wisconsin. Sie wuchs in San Francisco Bay Area, Kalifornien, auf. Bis zu ihrem sechzehnten Lebensjahr war sie bereits mehrere Mal umgezogen. So lebte sie unter anderem in Washington, D.C., Bethesda (Maryland), Baltimore, Maryland und dann wieder in ihrem Geburtsort New York City.
Sie wurde hauptsächlich durch die Veröffentlichung von Kinder- und Jugendbüchern in englischer und spanischer Sprache bekannt. Die besondere Art ihrer Illustration ist durch eine Ausschneide-, Klebe-, Collagentechnik gekennzeichnet. Mittlerweile ist sie Autorin bzw. Illustratorin von mehr als 57 Büchern. Susan L. Roth ist verheiratet, hat drei Kinder und drei Enkelkinder.

## Ausbildung
- B.A.: 1965, Mills College, Oakland, California; Art.
- M.A.: 1968, Mills College, Oakland, California; Printmaking, Art History

## Werke
- Pass the Fritters, Critters von Cheryl Chapman. Illustrationen von Susan L. Roth. Harcourt Brace & Company, Orlando 1993, ISBN 0-15-307278-4.
- Night-time Numbers. Illustrationen von Susan L. Roth. Barefoot Books Ltd 1999, ISBN 978-1-84148-000-8.
- Grandpa Blows His Penny Whistle Until the Angels Sing. von Susan L. Roth. Barefoot Books 2001, ISBN 978-1-84148-247-7.
- Between the Covers von Susan L. Roth. Starwalk Kids Media 2013, ISBN 978-1-62334-849-6.
- The Mangrove Tree: Planting Trees to Feed Families von Cindy Trumbore. Illustrationen: Susan L. Roth.  LEE & LOW BOOKS INC 2018, ISBN 978-1-62014-580-7.
- Susan L. Roth Margaret Morgan’s short biography. Mit 2 Collagen von Susan L. Roth. Verlag:  Harcourt, Australia, 2007.